# Karlheinz Förster
Karlheinz Förster (Mosbach, 1958. július 25. –) nyugatnémet válogatott Európa-bajnok német labdarúgó, hátvéd. Bátyja Bernd Förster szintén válogatott labdarúgó.

## Pályafutása

### Klubcsapatban
A Badenia Unterschwarzach csapatában kezdte a labdarúgást, majd a Waldhof Mannheim korosztályos együtteseiben folytatta., ahol a VfB Stuttgart figyelt fel a tehetségére és szerződtette. A stuttgarti első csapatban 1977-ben mutatkozott be, majd kilenc idényen át játszott. 1986 és 1990 között a francia Olympique Marseille együttesénél szerepelt. 1990-ben vonult vissza az aktív labdarúgástól.

### A válogatottban
1978 és 1986 között 81 alkalommal szerepelt a nyugatnémet válogatottban és két gólt szerzett. Tagja volt 1980-as Európa-bajnok csapatnak. 1982-ben a spanyolországi, 1986-ban a mexikói világbajnokságon ezüstérmet szerzett a válogatottal. 1976 és 1978 között négyszeres amatőr, 1978-ban kétszeres B-válogatott volt.

## Sikerei, díjai
NSZK
- Világbajnokság
  - ezüstérmes: 1982, Spanyolország, 1986, Mexikó
- Európa-bajnokság
  - Európa-bajnok: 1980, Olaszország

 VfB Stuttgart
- Nyugatnémet bajnokság (Bundesliga)
  - bajnok: 1983–84
- Nyugatnémet kupa (DFP-Pokal)
  - döntős:  1986

 Olympique Marseille
- Francia bajnokság (Ligue 1)
  - bajnok: 1988–89, 1989–90
- Francia kupa (Coupe de France)
  - győztes:  1989
  - döntős:  1987